# Lucas Vis

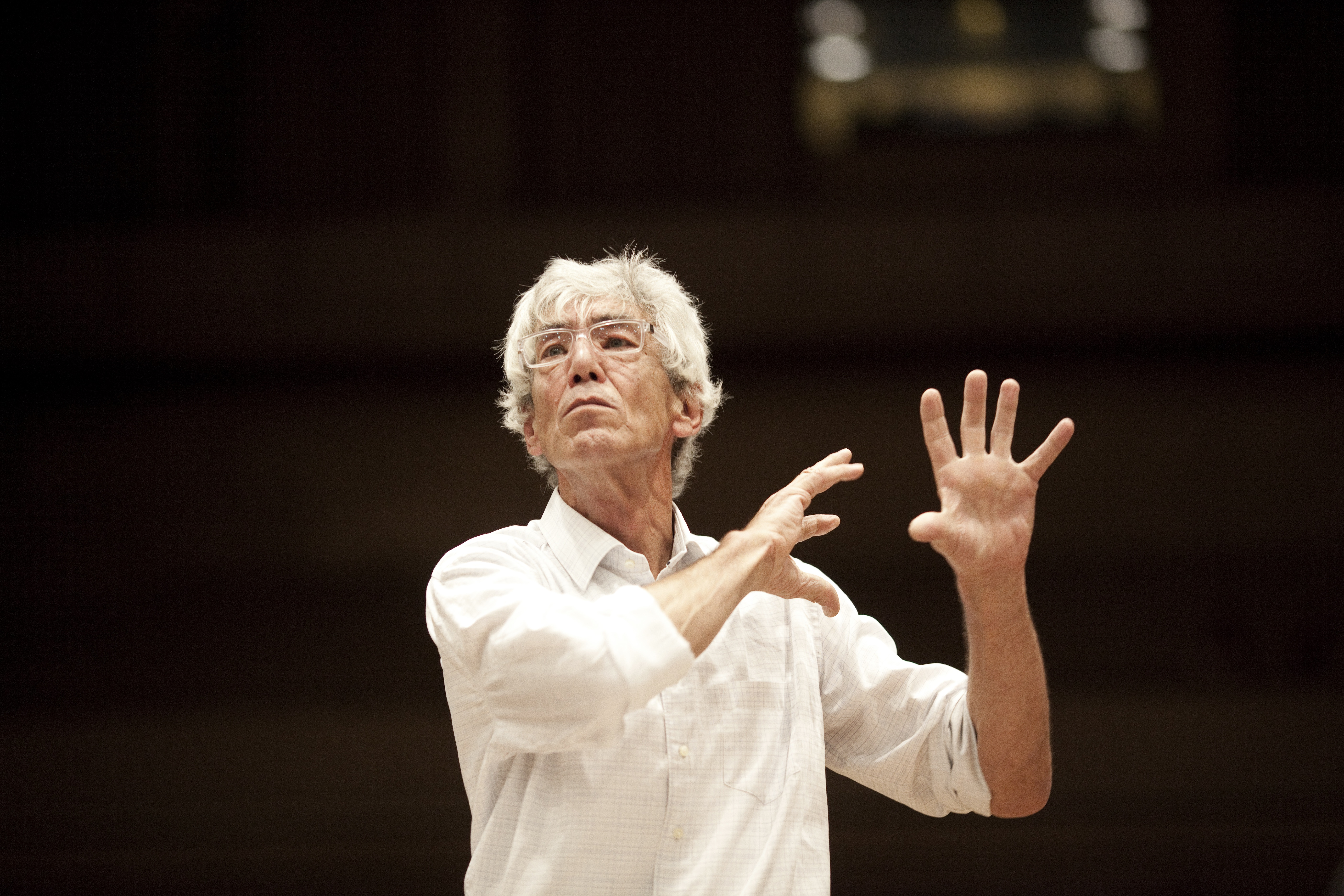
Lucas Vis

Lucas Vis (* 19. Februar 1947 in Bergen (Noord-Holland)) ist ein niederländischer Dirigent und Komponist.

## Leben und Wirken
Vis besuchte von 1962 bis 1969 das Musiklyzeum in Amsterdam, wo er Cello bei Reinier Bresser und Orchesterleitung bei Jaap Spaanderman studierte.  Nachdem er einen Meisterkurs in Dirigieren am Mozarteum in Salzburg als Preisträger abgeschlossen hatte, war er von  1967 bis 1973 Assistent von Bruno Maderna. Daneben besuchte er Kurse bei Pierre Boulez in Basel, bei Jean Fournet, Marius Constant, Dean Dixon und Paul Hupperts und nahm Kompositionsunterricht bei Jan van Vlijmen. 1971 erhielt er den Koussevitzky Tanglewood Composition Prize.
Von 1976 bis 1979 war er Leiter des Nederlands Ballet Orkest, dann bis 1982 Chefdirigent des Brabants Orkest.  Von 1988 bis 1996 leitete er das Noordhollands Philharmonisch Orkest. Daneben war er ab 1980 Direktor am Conservatorium  Maastricht und ab 1981 auch am Koninklijk Conservatorium Den Haag, danach von 1998 bis 2005 Rektor am Conservatorium van Amsterdam.
Vis dirigierte die bedeutenden Orchester der Niederlande wie das Concertgebouw-Orchester, das Rotterdams Philharmonisch Orkest und das Radio Filharmonisch Orkest, daneben Orchester in England, Frankreich, Österreich, Dänemark, Deutschland und Italien. Er arbeitete mit Komponisten wie John Cage, Mauricio Kagel, Karlheinz Stockhausen und Louis Andriessen zusammen und leitete an der Niederländischen Oper Uraufführungen von Werken Otto Kettings, Theo Loevendies und Guus Janssens.

## Werke
- Essay I für acht Instrumente, 1971
- Music for soprano and cello, 1971
- Serenade für drei Violen und Orchester, 1973
- Openingsmuziek für Orchester, 1976